# モランセンゴ
モランセンゴ（伊: Moransengo）は、イタリア共和国ピエモンテ州アスティ県に存在した、人口約200人の基礎自治体（コムーネ）。
2023年1月1日にトネンゴと合併し、モランセンゴ＝トネンゴの一部となった。

## 地理

### 位置・広がり

#### 隣接コムーネ
コムーネとしてのモランセンゴが隣接していたコムーネは以下の通り。括弧内のTOはトリノ県所属を示す。
- ブロゾーロ (TO)
- ブルザスコ (TO)
- カヴァニョーロ (TO)
- コッコナート
- トネンゴ

#### 地震分類
イタリアの地震リスク階級 (it) では、4 に分類される
。

## 行政

### 分離集落
コムーネとしてのモランセンゴには、以下の分離集落（フラツィオーネ）があった。
- Bergate, Cappa, Castello, Gerbole, Clina, Grassino, Madio, Nervo, Novaresi, Rongalera